# Lambert de Ryckman
Pour les autres membres de la famille, voir Famille de Ryckman.
Le chevalier Lambert de Ryckman était un jurisconsulte et poète wallon né en 1664 et mort le 23 mars 1731 à Liège. 

## Biographie
D'une famille patricienne liégeoise, Lambert de Ryckman est le fils du bourgmestre de Liège Walerand-Lambert de Ryckman (1624-1694) et de Marie-Catherine de Hardenne. Il épouse successivement Gertrude-Isabelle de Beckers (fille d'Albert de Beckers, bourgmestre de Liège) puis Dieudonnée-Dorothée-Caroline de Mariotte de Schoenestadt.
Licencié ès loix, il fait un voyage à travers le Saint-Empire (Spire, Wetzlar, Prague, etc).
À son retour à Liège, il est appelé en 1692 par l'Empereur à devenir membre du Conseil ordinaire de la principauté de Liège, en qualité de représentant de la Cité. Il devient également conseiller de l'électeur de Trèves.
Le 26 juin 1713, il reçoit, par octroi du prince Charles, électeur de Trêves, le privilège d'exploiter les mines de la région de Montabaur, en partage avec Guillaume de Requilé (veuf de Jeanne-Françoise de Mariotte).
Mais c'est surtout comme poète que Ryckman se fait une grande réputation.

## Œuvre
- « L'Éloge de Vertu  admirable des aiwe ti Tonge » (1700)
- « Replique al pas ée des Aiwe di Tongue »
- « Paskeie so les fem'reïes »
- « Pasqueye so l'an jubileye di M. Adam Simonis, doyin des marlis dè l'veye de Lîge »

## Sources
- « Ryckman (Lambert de) », in "Biographie nationale de Belgique, tome 15", Académie royale de Belgique, 1899
- Maurice Piron, « Lambert de Ryckman (1664-1731), in "Anthologie de la littérature dialectale de Wallonie: (poètes et prosateurs)", 1993
- Ulysse Capitaine, « de Ryckman (Lambert, chevalier) », in "Rapport sur la bibliothèque de la société Liégeoise de littérature Wallonne: Ein Beitrag zur Geschichte wallonischer Tendenze in Belgini", 1849